# PKP-Baureihe EN97
Die Baureihe EN97 sind sechsteilige elektrische Triebzüge der Polnischen Staatsbahnen (PKP) des Herstellers Pesa Bydgoszcz. Die vierzehn Fahrzeuge tragen die Typbezeichnung 33WE und wurden von 2011 bis 2012 gebaut.
Die Einheiten werden im Regionalverkehr auf der Warschauer Pendlerbahn WKD eingesetzt und entstanden als Nachfolge und mit den Erfahrungswerten der PKP-Baureihe EN95.

## Geschichte
Ursprünglich war geplant, 14 Fahrzeuge der PKP-Baureihe EN95 für die Warschauer Pendlerbahn WKD zu beschaffen, aber umfangreiche Budgetüberschreitungen verhinderten den Weiterbau dieses Fahrzeuges. Stattdessen wurde 2009 eine Ausschreibung über neue Fahrzeuge für die WKD veröffentlicht, die PESA mit dem Konzept des Typs 33WE gewann.
Die Einheiten entstanden unter Beteiligung des Institut für Schienenfahrzeuge „Tabor“. Nachdem im März 2010 ein erster Vertrag über die Lieferung der Fahrzeuge geschlossen worden war, traf im Dezember 2011 in Grodzisk Mazowiecki der erste Zug der Baureihe ein, der als EN97-001 bezeichnet wurde. Das Fahrzeug traf unmittelbar während der Änderung der Fahrdrahtspannung bei der WKD ein und war mit geringen Anpassungen für 600 V und 3 kV Gleichspannung ausgerüstet.
Im Jahr 2012 wurden die weiteren 13 Fahrzeuge abgeliefert und bildeten bald das Rückgrat der WKD. Die Laufflächen mussten häufig abgedreht werden, was zu längeren Ausfallzeiten führte, die die WKD keine eigene Radsatzdrehbank besaß. Ein Exemplar wurde dem Eisenbahnistitut in Żmigród zur Verfügung gestellt. Von dort kam das Fahrzeug mit modifizierter Steuerung zurück, sodass der Anteil der Elektrodynamischen Bremse erhöht wurde. Diese Änderung wurde bei der gesamten Serie durchgeführt. Neben Problemen mit der Klimaanlage kam es zu einem Fahrzeugbrand bei Wartungsarbeiten sowie zu gelegentlichen Unfällen mit Lastkraftwagen.

## Konstruktion
Die mehrteiligen Triebzüge sind als zwei Baugruppen mit dem führerstandslosen Ende zusammengekuppelt. Eine Baugruppe besteht aus drei Fahrzeugteilen, die mit Kurzkupplung miteinander verbunden sind. Die einzelnen Baugruppen werden als Teil a und Teil b mit der gleichen Ordnungsnummer bezeichnet. Jedes Fahrzeugteil wird von je einem Drehgestell getragen, wobei das mittlere Bauteil der Baugruppe das Laufdrehgestell, die äußeren Drehgestelle der Baugruppe die Antriebsdrehgestelle sind.
Die Sekundärfederung zwischen Drehgestell und Wagenkasten erfolgt mit Luftfederung. Am führerstandslosen Ende besitzt die Baugruppe einen Hilfsführerstand, sodass sie im Havariefall oder auf Werkstattgleisen auch einzeln verfahren werden können. Die angetriebenen Teile der Baugruppe besitzen je Seite zwei Schwenkschiebetüren. Im Bereich der Einstiegstüren liegt die Fußbodenhöhe bei 500 mm über Schienenoberkante. Die Fahrzeuge haben außer den in 2+2 angeordneten Sitzplätzen acht Stellplätze für Fahrräder und vier Stellplätze für Rollstühle. Sie sind mit Klimaanlage für den Führerstand und den Fahrgastraum, einem Überwachungssystem, einem optischen und akustischen Informationssystem, jedoch ohne Toilette ausgerüstet.
Die Drehstrom-Traktionsausrüstung ist im Wesentlichen auf dem Dach angeordnet. Angetrieben werden sie von acht Drehstrom-Traktionsmotoren vom Typ TME42-26-4, die das Drehmoment über das Getriebe Wikov AWHC500Z an die Achsen weitergeben. Die Fahrmotoren werden von Umrichtern angesteuert, die auf IGBT-Basis arbeiten. Diese Bauform gewährleistet die entsprechende Beschleunigung des Fahrzeuges. Ursprünglich waren die Fahrzeuge für den Betrieb mit 3 kV Gleichspannung ausgelegt. Während der Übergangszeit der Umstellung erhielten sie mit Hilfe des 600-V/3000-V-Konverters die Möglichkeit, auch unter dem vorherigen Stromnetz der WKD zu fahren, konnten allerdings nicht an beide Spannungen angepasst werden.